# Labyrintens hjärta
Labyrintens hjärta är Babylon Blues debutalbum som släpptes 1986 på skivbolaget MNW.
Låten "Har vi inte grävt för många hål?" släpptes som singel och rönte viss framgång. 
Den har återutgivits på många samlingar med svenska klassiker från 80-talet. 
"Städer" spelade Stry år 1991 in tillsammans med Thåström som en B-sida till låten "Anna-Greta Leijons Ögon", en låt med ett av Strys tidigare band, Besökarna, som han återutgav för att promota en Greatest Hits-CD. 

## Låtlista
1. Har vi inte grävt för många hål? (Stry/Babylon Blues)
2. Städer (Stry/Babylon Blues)
3. Jack the Ripper (Nationalteatern)
4. Jag är kär (Babylon Blues)
5. En stening väg (Stry/Babylon Blues)
6. Fyra hjältar (Stry/Babylon Blues)
7. Så lugnt (Stry/Babylon Blues)
8. Sponkad (Stry/Babylon Blues)
9. Rock'n roll (Stry/Babylon Blues)
10. Labyrintens hjärta (Stry/Babylon Blues)
11. Gunga bergets topp (Stry/Babylon Blues)

### Medverkande
- Stry: Sång
- Mikael Vestergren: Gitarr
- Stefan Björk: Bas (2-11)
- Sticky Bomb: Trummor (2-11)

- Michael Bryder: Bas (1)
- Peter Strauss: Trummor (1)
- Tomas Gabrielsson: Piano (1)
- Jalle Lorensson: Munspel (1)
- Torbjörn Hedberg: Mirage(1)